# Чигоньйола
Чигоньола, Чиґоньйола (італ. Cigognola) — муніципалітет в Італії, у регіоні Ломбардія,  провінція Павія.
Чигоньола розташована на відстані близько 440 км на північний захід від Рима, 50 км на південь від Мілана, 18 км на південь від Павії.
Населення — 1362 особи (2014).

## Демографія
Населення за роками:

Станом на 1 січня 2023 року в муніципалітеті офіційно проживало 135 іноземців з 25 країн, серед них 64 громадяни країн Євросоюзу та 7 громадян України.

## Сусідні муніципалітети
- Броні
- Каннето-Павезе
- Кастана
- П'єтра-де'-Джорджі